# Kontagiosität
Der Begriff Kontagiosität, Ansteckungsfähigkeit, Ansteckungskraft oder Übertragungsfähigkeit bezeichnet das Maß der Übertragungsfähigkeit eines Krankheitserregers (Pathogens) oder einer durch diesen Erreger erkrankten Person durch direkten oder indirekten Kontakt von Lebewesen zu Lebewesen. Sie beschreibt, wie leicht oder schwer der Erreger auf den verschiedenen, jeweils erregertypischen Infektionswegen übertragen werden kann, beispielsweise aus einer Wunde, einem Körpersekret oder über ein atembedingtes Aerosol. Kontagiosität ist damit eine Größenangabe der Möglichkeit, bei Kontakt zu diesem Erreger aus einem betroffenen Gebiet ihn auf andere Personen zu übertragen. Die Kontagiosität ist unter anderem bestimmt durch die im Labor bestimmte Anzahl neugebildeter Pathogene pro Zelle (englisch burst size, resultierend in einer Dosis, gelegentlich stattdessen auch in einem Titer), die minimale Infektionsdosis und den epidemiologischen R0-Wert (siehe auch Basisreproduktionszahl) des Pathogens. Ein Maß für die Ansteckungsfähigkeit (Kontagiosität) eines Krankheitserregers bei Erstkontakt ist der Kontagiositätsindex. Dieser beschreibt jenen Anteil einer nicht-immunen Population, bei dem es nach Kontakt mit einem Krankheitserreger zu einer Infektion kommt.
Die Infektiosität beschreibt hingegen die Fähigkeit eines Pathogens, einen Wirt nach erfolgter Übertragung auch zu infizieren. Sie wird unter anderem durch die Abwehrmechanismen des Wirtes (Wirtsrestriktion) und durch die Anpassung des Pathogens an zelluläre und immunologische Prozesse des Wirtes (Wirtsadaptation) gekennzeichnet. Diese beiden Faktoren spiegeln sich ebenfalls in der minimalen Infektionsdosis und im R0-Wert wider, sind aber von der Dosis unabhängig.
Im englischen Sprachgebrauch sind jedoch die Begriffe ‚Kontagiosität‘ (engl. contagiosity) und ‚Infektiosität‘ (engl. infectivity) gleichbedeutend.